# 澤井トメノ
- 澤井トメノ[3][4]
- 沢井トメノ[5]

澤井 トメノ（さわい トメノ、1906年〈明治39年〉 - 2006年〈平成18年〉2月2日）は、日本のアイヌ文化伝承者。北海道の本別町教育委員会発行による『十勝本別アイヌ語分類辞典』への編集協力をはじめとして、記録や資料の少ない十勝地方のアイヌ語方言の伝承など、アイヌ文化の振興に大きく貢献した。

## 経歴
福島県から北海道へ入植した和人の両親のもとに誕生した。戸籍上は1909年（明治42年）生まれだが、実際には3年早い。生後間もなく、本別町のアイヌ女性である清川ネウサルモンの養女となり、アイヌ語で育てられた。17歳で澤井家に嫁いだ。
養母のネウサルモンは、アイヌの口承文学や歌謡の高名な伝承者であった。トメノもまた、12歳から13歳の頃までに養母から多くのアイヌ文化を教わり、アイヌ語十勝方言の数少ない伝承者となった。アイヌ文化研究家である更科源蔵が調査のためにネウサルモンのもとを訪れると、母娘で共にアイヌ歌謡を一緒に歌い、調査に応じた。後年にトメノが口承するアイヌ文化の大部分は、養母からの記憶に基づくものであった。
一方で小学校ではアイヌ語が禁じられ、アイヌの着物を着ていたために、いじめの標的ともなった。15歳のときの実母と一度だけ再会し、「逃げてこい」と誘われたが、「樺太へ身売りするつもりだった」と信じ、「コルチ（養母）は苦労して育ててくれた」と、アイヌとして生きる道を選んだ。また、自分の誕生の僅か前の1899年（明治32年）に施行された北海道旧土人保護法は、主に狩猟で暮していたアイヌたちに、わずかな土地を与えて農耕を強制し、和人の文化を優位に置いた同化政策に重なるとして、先住にこだわり続けた。「憲法は何もしてくれなかった」とも語っていた。
アイヌ民族の言葉を伝承することで、周囲の尊敬も集めた。1989年（平成元年）に本別町から『十勝本別アイヌ語分類辞典』が刊行された際には「一生懸命に私に言葉を教えてくれたおばあちゃんへの恩返し」といって、編集に協力した。アイヌとして自分を育ててくれた養母への思慕と感謝から、アイヌ文化の世界を正しく残すことを、自分の役割と確信していた。この頃には、十勝では自由にアイヌ語を話せる唯一の伝承者となっていた。
1997年（平成9年）には、記録や資料が少ない十勝地方のアイヌ方言の保存に取り組んだ功績を評価されて、アイヌ文化法の施行に伴って創設された、アイヌ文化の保存・振興に特に貢献した個人に贈られる「アイヌ文化賞」の第1回受賞者に、同じくアイヌ文化伝承者である葛野辰次郎と共に選ばれた。
2006年（平成18年）2月2日、老衰のため、満99歳で死去した。交流のあった帯広百年記念館学芸員の内田祐一は「非常に惜しい。私を含め、澤井さんから聞き取りなどをした人たちは、引き継いだ文化を生かし、後世に残していかなければならない」、本別町の前町教育長の河野義博は「アイヌ文化の伝承に一生懸命で、前向きに生きた方でした」と、その死を惜しんだ。
没後の同2006年4月に死亡叙勲が決定し、三男の澤井進が本別町長から勲記と木杯を受けた。なお澤井進もまたアイヌ文化伝承者であり、後に阿寒湖アイヌ協会会長を務めた。
2021年（令和3年）に刊行された書籍『アイヌの世界に生きる』（著者：茅辺かのう）では、北海道への入植者の娘が口減らしのためにアイヌの養女となったことが描かれており、解説文でトメノがモデルだと明かされている。

## 受賞・表彰歴
- 1987年（昭和62年） - 本別町文化奨励賞受賞[3]
- 1992年（平成4年） - 本別町文化賞、北海道文化財保護功労者[2][3]
- 1997年（平成9年）- アイヌ文化賞[3]

## 著作
- 『十勝本別アイヌ語分類辞典』 人間篇・動物篇・植物篇・民具篇、本別町教育委員会、1989年10月。 NCID BN12453096。（口述）
- 『アイヌ語北海道東部方言教本』東京外国語大学アジア・アフリカ言語文化研究所、1998年7月。 NCID BA61822131。（共著）
- 澤井春美編著『アイヌ語十勝方言の基礎語彙集 : 本別町・沢井トメノのアイヌ語』北海道立アイヌ民族文化研究センター、2006年。 NCID BA78360777。（協力）
- 『雷を打ち負かした女の子 アイヌの昔話』アイヌ文化振興・研究推進機構、2016年3月。 NCID BB21154819。（語り）